# Lijst van voetbalinterlands Australië - Frankrijk (vrouwen)
Deze lijst van voetbalinterlands is een overzicht van alle officiële voetbalinterlands tussen de nationale vrouwenteams van Australië en Frankrijk. De landen hebben tot nu toe negen keer tegen elkaar gespeeld.

## Wedstrijden
| № | Plaats        | Datum            | Competitie         | Wedstrijd             | Uitslag            |
| - | ------------- | ---------------- | ------------------ | --------------------- | ------------------ |
| 1 | Coffs Harbour | 11 januari 2001  | Vriendschappelijk  | Australië − Frankrijk | 2 − 1              |
| 2 | Lismore       | 14 januari 2001  | Vriendschappelijk  | Australië − Frankrijk | 1 − 1              |
| 3 | Gold Coast    | 17 januari 2001  | Vriendschappelijk  | Australië − Frankrijk | 1 − 0              |
| 4 | Limoges       | 9 april 2002     | Vriendschappelijk  | Frankrijk − Australië | 1 − 0              |
| 5 | Angers        | 6 juli 2013      | Vriendschappelijk  | Frankrijk − Australië | 0 − 2              |
| 6 | Nicosia       | 7 maart 2014     | Cyprus Women's Cup | Australië − Frankrijk | 2 − 3              |
| 7 | Saint-Étienne | 5 oktober 2018   | Vriendschappelijk  | Frankrijk − Australië | 2 − 0              |
| 8 | Melbourne     | 14 juli 2023     | Vriendschappelijk  | Australië − Frankrijk | 1 − 0              |
| 9 | Brisbane      | 12 augustus 2023 | WK 2023            | Australië − Frankrijk | 0 − 0 (n.p. 7 - 6) |

## Samenvatting
| Competitie         | Totaal gespeeld | Winst Australië | Gelijk | Winst Frankrijk | Doelsaldo Australië – Frankrijk |
| ------------------ | --------------- | --------------- | ------ | --------------- | ------------------------------- |
| WK-eindronde       | 1               | 0               | 1      | 0               | 0 − 0                           |
| Cyprus Women's Cup | 1               | 0               | 0      | 1               | 2 − 3                           |
| Vriendschappelijk  | 7               | 4               | 1      | 2               | 7 − 5                           |
| Totaal             | 9               | 4               | 2      | 3               | 9 − 8                           |